# (10400) Hakkaisan
(10400) Hakkaisan (1997 VX) – planetoida z pasa głównego asteroid okrążająca Słońce w ciągu 3,55 lat w średniej odległości 2,33 j.a. Odkryta 1 listopada 1997 roku.